# Massoud Behnoud
Massoud Behnoud (en persan : مسعود بهنود) est un journaliste et écrivain iranien né en 1947 à Téhéran.
Décrit sur son site comme le chef de file du journalisme iranien, il a fondé plus de 20 journaux dont aucun n'est encore publié en 2006. Parmi eux le quotidien Ayandegan (fermé en 1979) l'hebdomadaire Tehran-e Mosavvar ou encore le mensuel culturel Adineh.
Ce dernier, qui revendiquait la liberté d'expression, a été fermé en 1998 après que son rédacteur en chef Faraj Sarkohi ait été emprisonné et torturé à plusieurs reprises.
Autour de 1999, il fait partie d'une liste d'écrivains et d'intellectuels à assassiner, dont certains l'ont effectivement été. Suivra un crac journalistique, et son emprisonnement, en même temps que de nombreuses personnalités du journalisme en Iran comme Mashallah Shamsolvaezin, Akbar Ganji, Emadeddin Baqi ou encore Ebrahim Nabavi. Ces passages en prison (après plusieurs libérations sous cautions) soulèveront l'opinion publique internationale dont Amnesty International, Reporters sans frontières ou le PEN club.